# Distichia
Distichia – rodzaj roślin należących do rodziny sitowatych. Należą do niego trzy gatunki. Występują w Andach od Kolumbii, poprzez Ekwador, Peru, Boliwię po północne Chile i Argentynę. Wszystkie są roślinami poduszkowymi występującymi wysoko w górach. Są istotnym składnikiem torfowisk w obrębie formacji paramo. Nie mają znaczenia ekonomicznego, poza tym, że wyschnięte poduchy tych roślin bywają wykorzystywane jako opał.

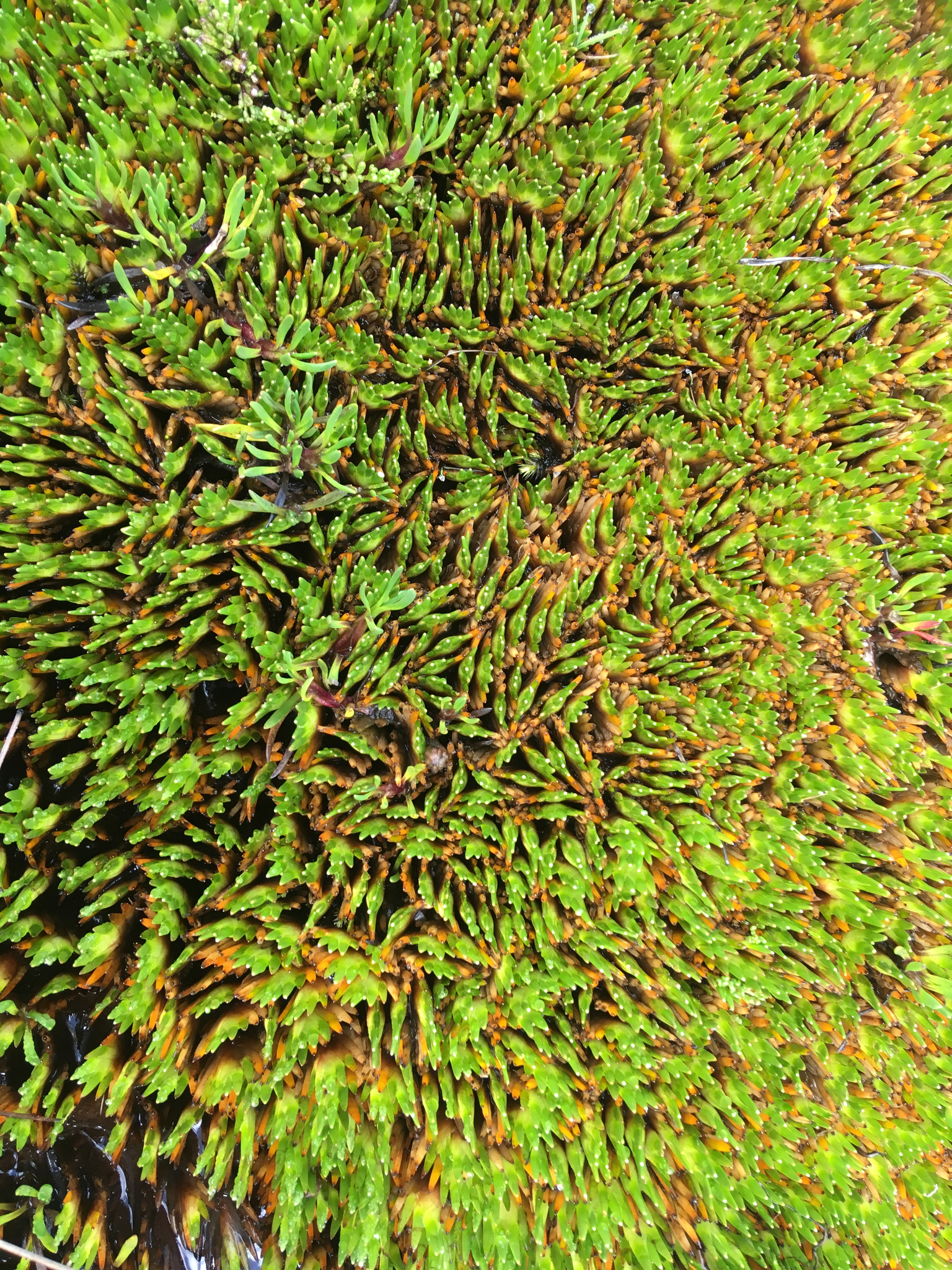
Distichia muscoides

## Morfologia
PokrójRośliny, których poduszki osiągające do kilku metrów średnicy, tworzone są przez gęste, widlasto rozgałęziające się pędy, osiągające 5–15 cm wysokości.
LiścieDwurzędowe, krótkie.
KwiatyJednopłciowe (rośliny są dwupienne), wyrastają z boku z kątów liści. Kwiaty pręcikowe są długoszypułkowe, wystają ponad poduszki. Kwiaty słupkowe są osadzone w kątach liści w górnej części pędów, z wystającym znamieniem ponad poduszki roślin. Zalążnia jest jednokomorowa.
OwoceTorebki dojrzewające na wydłużającej się w czasie dojrzewania szypułce.

## Systematyka
Pozycja systematyczna
Jeden z rodzajów z rodziny sitowatych (Juncaceae). 
Wykaz gatunków
- Distichia acicularis Balslev & Laegaard
- Distichia filamentosa Buchenau
- Distichia muscoides Nees & Meyen